# Hina Inoue

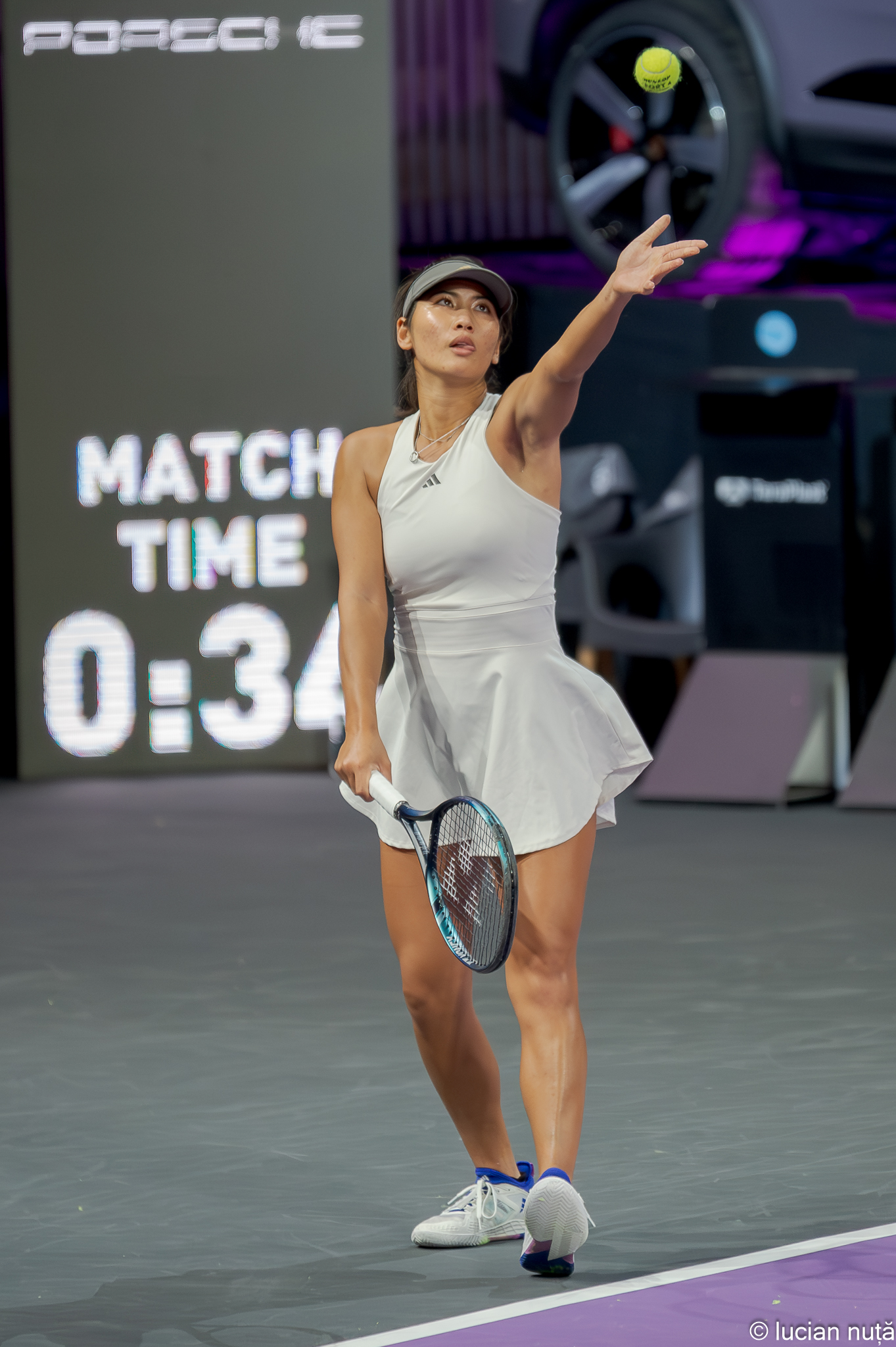
Hinaus Inoue bei den Transylvanian Open 2025.

Hina Inoue (* 1. Juni 2003) ist eine US-amerikanische Tennisspielerin.

## Karriere
Inoue begann im Alter von fünf Jahren mit dem Tennisspielen und bevorzugt Hartplätze. Sie spielt bislang vor allem auf der ITF Women’s World Tennis Tour, wo sie acht Einzeltitel und einen Titel im Doppel gewinnen konnte.

## Turniersiege

### Einzel
| Nr. | Datum              | Turnier  | Kategorie | Belag     | Finalgegnerin               | Ergebnis         |
| --- | ------------------ | -------- | --------- | --------- | --------------------------- | ---------------- |
| 1.  | 12. Dezember 2021  | Cancun   | ITF W15   | Hartplatz | Madison Sieg                | 6:2, 6:2         |
| 2.  | 23. Januar 2022    | Cancun   | ITF W15   | Hartplatz | María José Portillo Ramírez | 1:6, 6:3, 7:66   |
| 3.  | 22. Oktober 2023   | Monastir | ITF W15   | Hartplatz | Gloriana Nahum              | 6:3, 6:2         |
| 4.  | 7. April 2024      | Monastir | ITF W15   | Hartplatz | Anastasia Kulikova          | 6:2, 3:2 Aufgabe |
| 5.  | 21. April 2024     | Monastir | ITF W15   | Hartplatz | Sara Daavettila             | 2:6, 7:62, 6:4   |
| 6.  | 14. Juli 2024      | Tianjin  | ITF W35   | Hartplatz | Liu Fangzhou                | 6:4, 6:3         |
| 7.  | 15. September 2024 | Guiyang  | ITF W50   | Hartplatz | Alexandra Schubladse        | 7:64, 6:4        |
| 8.  | 20. April 2025     | Monastir | ITF W15   | Hartplatz | Johanne Christine Svendsen  | 6:2, 6:0         |

### Doppel
| Nr. | Datum           | Turnier | Kategorie | Belag     | Partnerin       | Finalgegnerinnen            | Ergebnis |
| --- | --------------- | ------- | --------- | --------- | --------------- | --------------------------- | -------- |
| 1.  | 22. Januar 2022 | Cancun  | ITF W15   | Hartplatz | Natsuho Arakawa | Julie Belgraver Jade Bornay | 6:4, 7:5 |